# MTV Video Music Awards 2003
Die MTV Video Music Awards 2003 fanden am 28. August 2003 statt. Verliehen wurde der Preis an Videos, die vom 1. Juni 2002 bis zum 9. Juni 2003 ihre Premiere hatten. Die Verleihung fand in der Radio City Music Hall, New York City, New York statt. Moderator war Chris Rock.
In der öffentlichen Erinnerung blieb diese Verleihung vor allem wegen einer Kussdarbietung zwischen Madonna, Britney Spears und Christina Aguilera während der Performance eines Medleys bestehend aus Like a Virgin und Hollywood. Im Fernsehen zu sehen war jedoch lediglich der Kuss zwischen Britney Spears und Madonna, während die anschließende Kussszene zwischen Madonna und Christina Aguilera nicht gezeigt wurde. Stattdessen wurde das Gesicht von Justin Timberlake gezeigt, dessen Beziehung mit Spears kurz vorher ihr Ende fand. Missy Elliott, die kurz darauf die Bühne betrat, wurde ebenfalls kaum beachtet.
Die meisten Auszeichnungen erhielten Beyoncé (feat. Jay-Z), Justin Timberlake und die Band Coldplay, während Missy Elliott die Nominierungen mit acht anführte (allerdings nur zwei Awards gewann).
Die Kategorie Best Video From a Film wurde zum letzten Mal vergeben und ging an Lose Yourself von Eminem aus dem Film 8 Mile.

## Auszeichnungen und Nominierungen
Die jeweils fett markierten Künstler zeigen den Gewinner der Kategorie an.

### Video of the Year
Missy Elliott – Work It
- 50 Cent – In da Club
- Johnny Cash – Hurt
- Eminem – Lose Yourself
- Justin Timberlake – Cry Me a River

### Best Male Video
Justin Timberlake – Cry Me a River
- 50 Cent – In da Club
- Johnny Cash – Hurt
- Eminem – Lose Yourself
- John Mayer – Your Body Is a Wonderland

### Best Female Video
Beyoncé (feat. Jay-Z) – Crazy in Love
- Christina Aguilera (feat. Redman) – Dirrty
- Missy Elliott – Work It
- Avril Lavigne – I’m with You
- Jennifer Lopez – I’m Glad

### Best Group Video
Coldplay – The Scientist
- B2K (feat. P. Diddy) – Bump, Bump, Bump
- The Donnas – Take It Off
- Good Charlotte – Lifestyles of the Rich and Famous
- The White Stripes – Seven Nation Army

### Best New Artist in a Video
50 Cent – In da Club
- The All-American Rejects – Swing, Swing
- Kelly Clarkson – Miss Independent
- Evanescence (feat. Paul McCoy) – Bring Me to Life
- Sean Paul – Get Busy
- Simple Plan – Addicted

### Best Pop Video
Justin Timberlake – Cry Me a River
- Christina Aguilera (feat. Redman) – Dirrty
- Kelly Clarkson – Miss Independent
- Avril Lavigne – Sk8er Boi
- No Doubt (feat. Lady Saw) – Underneath It All

### Best Rock Video
Linkin Park – Somewhere I Belong
- Evanescence (feat. Paul McCoy) – Bring Me to Life
- Good Charlotte – Lifestyles of the Rich and Famous
- Metallica – St. Anger
- The White Stripes – Seven Nation Army

### Best R&B Video
Beyoncé (feat. Jay-Z) – Crazy in Love
- Aaliyah – Miss You
- Ashanti – Rock wit U (Awww Baby)
- R. Kelly – Ignition (Remix)
- Nelly (feat. Kelly Rowland) – Dilemma

### Best Rap Video
50 Cent – In da Club
- 2Pac (feat. Nas) – Thugz Mansion
- Eminem – Lose Yourself
- Ludacris (feat. Mystikal) – Move
- Nas – I Can

### Best Hip-Hop Video
Missy Elliott – Work It
- Busta Rhymes (feat. Mariah Carey) – I Know What You Want
- Jay-Z (feat. Beyoncé) – ’03 Bonnie & Clyde
- Nelly – Hot in Herre
- Snoop Dogg (feat. Pharrell & Uncle Charlie Wilson) – Beautiful

### Best Dance Video
Justin Timberlake – Rock Your Body
- Christina Aguilera (feat. Redman) – Dirrty
- Jennifer Lopez – I’m Glad
- Mýa – My Love Is Like...Wo
- Sean Paul – Get Busy

### Best Video From a Film
Eminem – Lose Yourself (aus 8 Mile)
- JC Chasez – Blowin' Me Up (with Her Love)" (aus Drumline)
- Madonna – Die Another Day (aus James Bond 007 – Stirb an einem anderen Tag)
- Britney Spears (feat. Pharrell) – Boys (The Co-Ed Remix) (aus Austin Powers in Goldständer)

### Breakthrough Video
Coldplay – The Scientist
- Floetry – Floetic
- Kenna – Freetime
- Queens of the Stone Age – Go with the Flow
- Sum 41 – The Hell Song

### Best Direction in a Video
Coldplay – The Scientist (Regie: Jamie Thraves)
- Johnny Cash – Hurt (Regie: Mark Romanek)
- Missy Elliott – Work It (Regie: Dave Meyers und Missy Elliott)
- Sum 41 – The Hell Song (Regie: Marc Klasfeld)
- Justin Timberlake – Cry Me a River (Regie: Francis Lawrence)

### Best Choreography in a Video
Beyoncé (feat. Jay-Z) – Crazy in Love (Choreografen: Frank Gatson und LaVelle Smith Jnr)
- Christina Aguilera (feat. Redman) – Dirrty (Choreograf: Jeri Slaughter)
- Jennifer Lopez – I’m Glad (Choreografen: Jamie King and Jeffrey Hornaday)
- Mýa – My Love Is Like...Wo (Choreograf: Travis Payne)
- Justin Timberlake – Rock Your Body (Choreograf: Marty Kudelka)

### Best Special Effects in a Video
Queens of the Stone Age – Go with the Flow (Special Effects: Nigel Sarrag)
- Missy Elliott – Work It (Special Effects: Realm Productions)
- Floetry – Floetic (Special Effects: Base 2 Studios)
- Radiohead – There There (Special Effects: John Williams und Dave Lea)
- The White Stripes – Seven Nation Army (Special Effects: BUF)

### Best Art Direction in a Video
Radiohead – There There (Art Director: Chris Hopewell)
- Johnny Cash – Hurt (Art Director: Ruby Guidara)
- Missy Elliott – Work It  (Art Director: Charles Infante)
- Jennifer Lopez – I'm Glad  (Art Director: Chad Yaro)
- Queens of the Stone Age – Go with the Flow (Art Director: Tracey Gallacher)

### Best Editing in a Video
The White Stripes – Seven Nation Army  (Editor: Olivier Gajan)
- Johnny Cash – Hurt (Editor: Robert Duffy)
- Missy Elliott – Work It (Editor: Chris Davis)
- Kenna – Freetime (Editors: Vem and Tony)
- Radiohead – There There (Editor: Ben Foley)

### Best Cinematography in a Video
Johnny Cash – Hurt (Director of Photography: Jean-Yves Escoffier)
- Missy Elliott – Work It (Director of Photography: Michael Bernard)
- No Doubt (feat. Lady Saw) – Underneath It All (Director of Photography: Karsten „Crash“ Gopinath)
- Radiohead – There There (Director of Photography: Fred Reed)

### MTV2 Award
AFI – Girl’s Not Grey
- Common (feat. Mary J. Blige) – Come Close
- Interpol – PDA
- Queens of the Stone Age – No One Knows
- The Roots (feat. Cody Chesnutt) – The Seed (2.0)

### Viewer’s Choice
Good Charlotte – Lifestyles of the Rich and Famous
- 50 Cent – In da Club
- Beyoncé (feat. Jay-Z) – Crazy in Love
- Kelly Clarkson – Miss Independent
- Eminem – Lose Yourself
- Justin Timberlake – Cry Me a River

### International Viewer's Choice Awards

#### MTV Australia
Delta Goodrem – Born to Try
- Amiel – Lovesong
- Powderfinger – (Baby I've Got You) On My Mind
- Rogue Traders – One of My Kind
- The Vines – Outtathaway!

#### MTV Brasil
Charlie Brown Jr. – Papo Reto (Prazer É Sexo, o Resto É Negócio)
- B5 – Matemática
- Wanessa Camargo – Sem Querer
- Capital Inicial – Quatro Vezes Você
- CPM 22 – Desconfio
- Detonautas Roque Clube – Quando o Sol Se For
- Engenheiros do Hawaii – Até o Fim
- Frejat – Eu Preciso Te Tirar do Sério
- Jota Quest – Só Hoje
- Kelly Key – Adoleta
- Kid Abelha – Nada Sei (Apnéia)
- KLB – Por Causa de Você
- Marcelo D2 – Qual É?
- Os Paralamas do Sucesso – Cuide Bem do Seu Amor
- Pitty – Máscara
- Rouge – Brilha la Luna
- Sepultura – Bullet the Blue Sky
- Skank – Dois Rios
- Tihuana – Bote Fé
- Titãs – Isso
- Tribalistas – Já Sei Namorar

### Lifetime Achievement Award
Duran Duran

## Liveauftritte
| Künstler                                                | Songs |
| Preshow                                                 | Preshow |
| ------------------------------------------------------- | --- |
| Sean Paul                                               | Like Glue Get Busy Gimme the Light                                                                                                |
| The Black Eyed Peas                                     | Where Is the Love? |
| Hauptshow                                               | |
| Madonna Britney Spears Christina Aguilera Missy Elliott | Like a Virgin (Spears und Aguilera) Hollywood (Madonna, Spears und Aguilera) Work It                                              |
| Good Charlotte                                          | The Anthem |
| Christina Aguilera Redman Dave Navarro                  | Dirrty (Aguilera und Redman) Fighter (Aguilera und Navarro)                                                                       |
| 50 Cent Snoop Dogg                                      | P.I.M.P. |
| Mary J. Blige Method Man 50 Cent                        | All I Need (Blige) Love @ 1st Sight (Mary J. Blige und Method Man) Ooh! (Mary J. Blige und 50 Cent) Family Affair (Mary J. Blige) |
| Coldplay                                                | The Scientist |
| Beyoncé Jay-Z                                           | Baby Boy (Beyoncé) Crazy in Love                                                                                                  |
| Metallica                                               | Are You Gonna Go My Way Smells Like Teen Spirit Seven Nation Army Beat It Frantic                                                 |

## Auftritte

### Preshow
- Kurt Loder und SuChin Pak – präsentierten die professionellen Kategorien sowie das Breakthrough Video
- Carmen Electra, Dave Navarro und Iann Robinson – präsentierten das Breakthrough Video und Best Direction in a Video
- Stewie Griffin – kommentierte 50 Cents Wanksta

### Hauptshow
- LeBron James und Ashanti – präsentierten Best Hip-Hop Video
- Tony Hawk und Bam Margera – kündigten Good Charlotte an
- Kelly Clarkson und Ludacris – präsentierten Best R&B Video
- Evanescence (Amy Lee und Ben Moody) und Sean Paul – präsentierten Best Video from a Film
- Crank Yankers – trat in verschiedenen Spots für den Viewer's Choice Award auf
- Nelly und Murphy Lee – kündigten Christina Aguilera an
- OutKast und Iggy Pop – präsentierten the MTV2 Award
- David Spade, Mary-Kate und Ashley Olsen – präsentierten Best Pop Video
- P. Diddy – kündigte Run-D.M.C. an und präsentierte Best Rap Video mit ihnen
- Hilary Duff, Lil Jon und Jason Biggs – präsentierten Best Group Video
- Eminem und Special Ed (aus Crank Yankers) – kündigten 50 Cent an
- Jimmy Fallon und die Besetzung von Queer Eye for the Straight Guy – präsentierten Best Female Video
- Fred Durst – kündigte Jack Black an und präsentierte Best Rock Video mit ihm
- DMX – kündigte Mary J. Blige an
- Kelly Osbourne und Avril Lavigne – präsentierten den Lifetime Achievement Award sowie das Best Dance Video
- Justin Timberlake – kündigte Coldplay an
- Venus und Serena Williams – präsentierten Best Male Video
- Mýa und Pamela Anderson – präsentierten Best New Artist in a Video
- Pharrell und Chester Bennington – kündigten Beyoncé an
- Ben Stiller und Drew Barrymore – präsentierten Viewer's Choice
- Adam Sandler und Snoop Dogg (mit Bishop Don „Magic“ Juan) – präsentierten Video of the Year